# MSC Musica
MSC Musica è una nave da crociera della compagnia MSC Crociere.

## Storia
La nave è stata battezzata a Venezia il 29 giugno 2006 da Sophia Loren. Ha tre gemelle: MSC Orchestra, MSC Poesia e MSC Magnifica.

## Descrizione
La dotazione della nave include:
- 16 ponti (13 ad uso passeggeri) molti di essi ispirati alla musica;
- 3 Ristoranti principali, L'oleandro in stile classico-art decò, Le belle epoque, in stile moderno e la caffetteria Gli Archi;
- 1 reception principale, la cosiddetta "Cascata Reception" su tre piani;
- 1 teatro, "La Scala" in stile Broadway, situato su tre piani;
- 1 zona per serate di Gala "Tucano Longe";
- 1 Casinò, il Sanremo;
- 3 bar a tema, il Kaito Sushi Bar, il laguna bar e il Blue Marlin Bar;
- 2 aree piscina: La "Capocabana" con 2 idromassaggi, una piscina per adulti e una piscina per bambini e "La Spiaggia" con 2 idromassaggi e una piscina per adulti.
- 1 area relax, "Aloha Beauty Farm", con bar, massaggi, 3 idromassaggi e parrucchiere e una palestra;
- 1 "Q32 DISCO";
- Aree giochi e svago con il Virtual Game, il simulatore di golf, la stanza e babysitter per i bimbi e il percorso jogging, il Minigolf, il Solarium e il campo da Tennis, Pallavolo e Pallacanestro.

## Navi gemelle
- MSC Orchestra
- MSC Poesia
- MSC Magnifica